# Хабитуација
Хабитуација је врста адаптације у којој особа не губи генералну способност одговора на дражи, већ нервни систем успорено, а често уопште адекватно, не реагује на стимулусе. Поједини стручњаци хуманистичких професија користе појам хабитуације како би описали форму зависности од дрога коју одликује психолошка зависност више од физичке и која се одликује психичким симптомима одвикавања.
Хабитуација би се могла дефинисати и као врста неасоцијативног учења током којег организам учи својства стимулуса којем је изложен једном или више пута. Неасоцијативно учење се може испољити као хабитуација и сензитизација. Хабитуација би тако представљала слабљење реакције организма на понављани а нештетни или безначајни стимулус.